# Enrico Volrado di Waldeck
Enrico Volrado, conte di Waldeck (Culemborg, 28 marzo 1642 – Graz, 15 luglio 1664), fu dal 1645 il conte regnante di Waldeck-Eisenberg e signore di Culemborg.

## Vita
Era figlio del conte Filippo Teodoro di Waldeck-Eisenberg e di sua moglie Maria Maddalena di Nassau-Siegen. Sposò nel 1660 la contessa Giuliana Elisabetta, una figlia del conte Filippo VII di Waldeck-Wildungen. Il matrimonio rimase senza figli.
Ereditò Waldeck-Eisenberg all'età di tre anni quando suo padre morì nel 1645. Suo zio Giorgio Federico assunse la reggenza. Enrico Volrado resiedette al castello di Eisenberg. Durante il suo regno, il castello fu ancora una volta restaurato. Il suo stemma e quello di sua moglie ed il numero 1642 sono evidenti in questo restauro. Cercò di ripristinare la miniera d'oro nella monstagna a Eisenberg mountain autorizzando una società mineraria, tuttavia, questo non fu un successo.
Enrico Volrado era sulla strada per unirsi alle truppe contro l'impero ottomano, quando morì improvvisamente a Graz. Dato che non aveva eredi, Waldeck-Eisenberg passò a suo zio Giorgio Federico.

## Ascendenza
|                                                     |                                          |                                                                  | Genitori                                          |  |  | Nonni |  |  | Bisnonni                                   |  |  | Trisnonni                                     |  |
|                                                     |                                          |                                                                  |                                                   |  |  |       |  |  | 8. Josias I, IV conte di Waldeck-Eisenberg |  |  | 16. Wolrad IV, III conte di Waldeck-Eisenberg |  |
|                                                     |                                          |                                                                  |                                                   |  |  |       |  |  | 8. Josias I, IV conte di Waldeck-Eisenberg |  |  | 16. Wolrad IV, III conte di Waldeck-Eisenberg |  |
|                                                     |                                          | 17. contessa Anastasia von Schwarzburg-Sondershausen-Blankenburg |                                                   |  |  |       |  |  | 8. Josias I, IV conte di Waldeck-Eisenberg |  |  |                                               |  |
| 4. Wolrad IV, VI conte di Waldeck-Eisenberg         |                                          |                                                                  |                                                   |  |  |       |  |  | 8. Josias I, IV conte di Waldeck-Eisenberg |  |  |                                               |  |
|                                                     |                                          | 9. contessa Marie von Barby-Mühlingen                            | 18. Albrecht X, conte di Barby-Mühlingen          |  |  |       |  |  |                                            |  |  |                                               |  |
|                                                     |                                          | 9. contessa Marie von Barby-Mühlingen                            | 18. Albrecht X, conte di Barby-Mühlingen          |  |  |       |  |  |                                            |  |  |                                               |  |
|                                                     |                                          | 9. contessa Marie von Barby-Mühlingen                            | 19. principessa Marie von Anhalt-Zerbst           |  |  |       |  |  |                                            |  |  |                                               |  |
| 2. Philipp Dietrich, VII conte di Waldeck-Eisenberg |                                          | 9. contessa Marie von Barby-Mühlingen                            |                                                   |  |  |       |  |  |                                            |  |  |                                               |  |
|                                                     |                                          | 10. Jakob III, I margravio di Baden-Hachberg                     | 20. Karl II, II margravio di Baden-Durlach        |  |  |       |  |  |                                            |  |  |                                               |  |
|                                                     |                                          | 10. Jakob III, I margravio di Baden-Hachberg                     | 20. Karl II, II margravio di Baden-Durlach        |  |  |       |  |  |                                            |  |  |                                               |  |
|                                                     |                                          | 10. Jakob III, I margravio di Baden-Hachberg                     | 21. contessa Anna von Pfalz-Veldenz               |  |  |       |  |  |                                            |  |  |                                               |  |
| 5. margravia Anna von Baden-Hachberg                |                                          | 10. Jakob III, I margravio di Baden-Hachberg                     |                                                   |  |  |       |  |  |                                            |  |  |                                               |  |
|                                                     |                                          | 11. contessa Elisabeth van Pallandt-Culemborg                    | 22. Floris I van Pallant, I conte di Culemborg    |  |  |       |  |  |                                            |  |  |                                               |  |
|                                                     |                                          | 11. contessa Elisabeth van Pallandt-Culemborg                    | 22. Floris I van Pallant, I conte di Culemborg    |  |  |       |  |  |                                            |  |  |                                               |  |
|                                                     |                                          | 11. contessa Elisabeth van Pallandt-Culemborg                    | 23. contessa Elisabeth von Manderscheid-Virneburg |  |  |       |  |  |                                            |  |  |                                               |  |
| 1. Heinrich Wolrad, VIII conte di Waldeck-Eisenberg |                                          | 11. contessa Elisabeth van Pallandt-Culemborg                    |                                                   |  |  |       |  |  |                                            |  |  |                                               |  |
|                                                     | 12. Johann VII, I conte di Nassau-Siegen | 24. Johann VI, XV conte di Nassau-Dillenburg                     |                                                   |  |  |       |  |  |                                            |  |  |                                               |  |
|                                                     | 12. Johann VII, I conte di Nassau-Siegen | 24. Johann VI, XV conte di Nassau-Dillenburg                     |                                                   |  |  |       |  |  |                                            |  |  |                                               |  |
|                                                     | 12. Johann VII, I conte di Nassau-Siegen | 25. langravia Elisabeth von Leuchtenberg                         |                                                   |  |  |       |  |  |                                            |  |  |                                               |  |
| 6. Wilhelm, I conte di Nassau-Hilchenbach           | 12. Johann VII, I conte di Nassau-Siegen |                                                                  |                                                   |  |  |       |  |  |                                            |  |  |                                               |  |
|                                                     |                                          | 13. contessa Magdalene von Waldeck-Wildungen                     | 26. Philipp IV, II conte di Waldeck-Wildungen     |  |  |       |  |  |                                            |  |  |                                               |  |
|                                                     |                                          | 13. contessa Magdalene von Waldeck-Wildungen                     | 26. Philipp IV, II conte di Waldeck-Wildungen     |  |  |       |  |  |                                            |  |  |                                               |  |
|                                                     |                                          | 13. contessa Magdalene von Waldeck-Wildungen                     | 27. contessa Jutta von Isenburg-Grenzau           |  |  |       |  |  |                                            |  |  |                                               |  |
| 3. contessa Maria Magdalena von Nassau-Hilchenbach  |                                          | 13. contessa Magdalene von Waldeck-Wildungen                     |                                                   |  |  |       |  |  |                                            |  |  |                                               |  |
|                                                     |                                          | 14. Georg III, I conte di Erbach-Breuberg                        | 28. Eberhard XII, conte di Erbach-Freienstein     |  |  |       |  |  |                                            |  |  |                                               |  |
|                                                     |                                          | 14. Georg III, I conte di Erbach-Breuberg                        | 28. Eberhard XII, conte di Erbach-Freienstein     |  |  |       |  |  |                                            |  |  |                                               |  |
|                                                     |                                          | 14. Georg III, I conte di Erbach-Breuberg                        | 29. contessa Margarethe zu Salm-Dhaun             |  |  |       |  |  |                                            |  |  |                                               |  |
| 7. contessa Christine zu Erbach-Breuberg            |                                          | 14. Georg III, I conte di Erbach-Breuberg                        |                                                   |  |  |       |  |  |                                            |  |  |                                               |  |
|                                                     |                                          | 15. contessa Marie von Barby-Mühlingen (= 9)                     | 30. Albrecht X, conte di Barby-Mühlingen (= 18)   |  |  |       |  |  |                                            |  |  |                                               |  |
|                                                     |                                          | 15. contessa Marie von Barby-Mühlingen (= 9)                     | 30. Albrecht X, conte di Barby-Mühlingen (= 18)   |  |  |       |  |  |                                            |  |  |                                               |  |
|                                                     |                                          | 15. contessa Marie von Barby-Mühlingen (= 9)                     | 31. principessa Marie von Anhalt-Zerbst (= 19)    |  |  |       |  |  |                                            |  |  |                                               |  |
|                                                     |                                          | 15. contessa Marie von Barby-Mühlingen (= 9)                     |                                                   |  |  |       |  |  |                                            |  |  |                                               |  |